# 鉄西 (札幌市北区)
鉄西地区（てっせいちく）は北海道札幌市北区にある地名。

## 概要
南北方向が北6条 - 北12条、東西方向が西1丁目 - 12丁目となる地域が該当する。地区の南端は函館本線の高架（北区の南端でもある）、北端が北13条通、東端が国道5号（創成川通）、西端が石山通（北海道道452号下手稲札幌線）となっている。
地区の西半分は北海道大学の札幌キャンパスが占めている。そのため学生が多く、高齢化率は札幌市内の地区では最低、平均年齢も2番目に低い。
2014年7月1日時点で、鉄西地区の人口は約6,600人、世帯数は約4,500世帯と札幌市内の地区の中では規模が小さい。しかし近年はマンションの建設などにより人口は増加傾向にある。

## 川と池
- 創成川
- サクシュコトニ川（北海道大学構内）
- 大野池（北海道大学構内）

## 公共施設
官公庁
- 札幌第1合同庁舎
  - 札幌法務局、北海道総合通信局、北海道財務局、北海道厚生局、北海道労働局、北海道経済産業局、北海道開発局、北海道地方環境事務所などが入る。

小学校
- 札幌市立北九条小学校

大学
- 北海道大学札幌キャンパス

博物館
- 北海道大学総合博物館

図書館
- 北海道大学附属図書館
- 北海道大学文書館

主要な商業施設
- コープさっぽろ北12条店（北12条西1丁目）
- ヨドバシカメラマルチメディア札幌（北6条西5丁目）

その他
- 鉄西まちづくりセンター
- 清華亭（北7条西7丁目）[1]
- 偕楽園緑地（北6条西7丁目）[1]
- さつき公園（北11条西2丁目）
- 旧札幌中学校発祥の地の碑（北11条西3丁目）[1]
- 有島武郎旧宅跡（北12条西3丁目）[1]
- 阿部宇之八の晩年の住居（北8条西6丁目）[1]
- 石川啄木の下宿跡（北7条西4丁目）[1]

## 交通機関

### 鉄道
- JR北海道函館本線
  - 札幌駅
    - 函館本線の駅だが、他に千歳線と札沼線の列車が全列車乗り入れる。

- 札幌市営地下鉄南北線
  - 北12条駅

### バス路線
特記無き場合、運行会社は北海道中央バス
札幌駅北口
札幌駅バスターミナル#札幌駅北口参照
北7条西1丁目
石狩線、花川南団地線14系統、花畔団地線16系統、あいの里篠路線22系統、篠路駅前団地線36系統が停車。
ただし石狩方面行きのみ停車。札幌市内中心部方面へは北7条東1丁目停留所に停車するが、経由が変わる路線もある。
北9条西1丁目
屯田線02系統、石狩線、花川南団地線14系統、花畔団地線16系統、あいの里篠路線22系統、ひまわり団地線28系統、篠路駅前団地線33・36系統が停車。
ただし石狩方面行きのみ停車。札幌市内中心部方面へは北10条東1丁目停留所に停車する。
北大正門前
屯田線01・03・04系統、東65系統、高速おたる号（北海道中央バスとジェイ・アール北海道バスの共同運行）が停車
北12条西5丁目、北13条西2丁目
伏古・北13条線東65系統が停車。
北7条西8丁目
北海道中央バスの苗穂北口線東63系統と、じょうてつの真駒内線南64系統が停車する。

### 廃止された交通機関
札幌市電鉄北線が西5丁目樽川通を走っており、北大正門前停留所などがあった。

## 道路
- 国道5号/国道231号（創成川通、石狩街道）
- 西5丁目樽川通
- 西8丁目通